# Bioche River
Der Bioche River ist ein Fluss an der Westküste von Dominica. Er verläuft im Zentrum des Parish Saint Peter und mündet in Bioche in der Anse Mulatre ins Karibische Meer.

## Geographie
Der Bioche River entspringt, wie der weiter südlich verlaufende Colihaut River, im Gebiet von Trou Cochon (⊙) einem Ausläufer des Morne Les Resources in ca. 400 m Höhe über dem Meer. Er verläuft nach Westen und nimmt von links(Süden) und rechts (Norden) weitere kleine Bäche auf und kommt damit nahe an das Einzugsgebiet des kleinen Ravine Anse Mulatre weiter südlich heran. Kurz vor der Küste wendet er sich in einer größeren Kurve nach Norden und biegt bei Lagoon Estate wieder nach Westen, wo er bald darauf in Bioche ins Karibische Meer mündet.